# میرزاجمال‌لی
میرزاجمال‌لی (به لاتین: Mirzəcamallı) یک منطقهٔ مسکونی در جمهوری آرتساخ است که در استان هادروت واقع شده‌است.